# Alcoià
L'Alcoià (in castigliano: Hoya de Alcoy) è una delle 34 comarche della Comunità Valenciana, con una popolazione di 109 712 abitanti in maggioranza di lingua valenciana; suo capoluogo è la città di Alcoy (val. Alcoi), dalla quale ha preso il nome.
Amministrativamente fa parte della provincia di Alicante, che comprende 9 comarche.